# Jean Muir
Jean Muir Fullarton (* 13. Februar 1911 in Suffern, New York; † 23. Juli 1996 in Mesa, Arizona) war eine US-amerikanische Schauspielerin.

## Leben und Karriere
1930 trat die Jean Muir erstmals am Broadway in ihrer Heimatstadt New York auf. Drei Jahre später unterzeichnete sie einen Vertrag bei Warner Brothers. Sie erhielt eine Reihe von Hauptrollen, allerdings eher in kleineren Filmen, und der Durchbruch zum Hollywood-Star sollte ihr verwehrt bleiben. Einen der Höhepunkte ihrer kurzen Filmkarriere bildete Max Reinhardts Shakespeare-Verfilmung Ein Sommernachtstraum, in der sie in der Rolle der Helena agierte. Da man von dem Schauspiel von der Debütantin Olivia de Havilland in demselben Film äußerst angetan war, verlor Muir ihre Hauptrolle in Unter Piratenflagge an diese. Wie viele andere Schauspielerinnen auch, zog man sie 1939 für die Rolle der Scarlett O’Hara in Vom Winde verweht in Betracht. Im selben Jahr war Muir eine der zahlreichen Schauspielerinnen, die für die Hauptrolle in der geplanten Verfilmung von Karl Gustav Vollmoellers Stück Das Mirakel durch Max Reinhardt gehandelt wurden. Das Projekt wurde einige Zeit später komplett eingestellt.
Unzufrieden mit dem Verlauf ihrer Filmkarriere, konzentrierte sich Muir schon Ende der 1930er-Jahre wieder vermehrt auf Bühnenauftritte und tourte unter anderem mit dem Group Theatre in Clifford Odets’ Golden Boy. Ihr letzter Film in Hollywood wurde Liebesleid aus dem Jahr 1943. Nach diesem Film ging sie endgültig an den Broadway zurück. Während der McCarthy-Ära wurde Jean Muir 1950 auf die  Schwarze Liste wegen angeblicher Sympathien für den Kommunismus gesetzt, was ihr unter anderem eine feste Rolle in einer Fernsehserie kostete. Muir verneinte die Vorwürfe stets. Mitte der 1950er Jahre wurde sie zu einer Alkoholikerin, konnte aber ihre Abhängigkeit überwinden. Die Schauspielerin kehrte zurück auf die Bühne und hatte vereinzelte Fernsehauftritte. Jean Muir beendete ihre aktive Schauspielkarriere Mitte der 1960er-Jahre und war fortan bis zu ihrer Pensionierung 1976 Schauspiellehrerin am Stephens College in Columbia.
1960 erfolgte die Scheidung von ihrem Mann, dem New Yorker Anwalt und Fernsehproduzenten Henry Jaffe, mit dem sie drei Kinder hatte. Jean Muir wurde 85 Jahre alt. Sie besitzt einen Stern auf dem Hollywood Walk of Fame, Höhe 6280 Hollywood Boulevard.

## Filmografie (Auswahl)
- 1933: Verschollen in New York (Bureau of Missing Persons)
- 1933: Der Boß ist eine schöne Frau (Female)
- 1933: The World Changes
- 1933: Mast- und Schotbruch! (Son of a Saylor)
- 1934: A Modern Hero
- 1934: Dr. Monica
- 1934: 1929 – Manhattan N.Y. (Gentlemen Are Born)
- 1935: Öl für die Lampen Chinas (Oil for the Lamps of China)
- 1935: Ein Sommernachtstraum (A Midsummer Night’s Dream)
- 1935: Stars Over Broadway
- 1937: Assistenzarzt Dr. Steven Brace (Once a Doctor)
- 1937: White Bondage
- 1938: And One Was Beautiful
- 1940: The Lone Wulf Meets A Lady
- 1943: Liebesleid (The Constant Nymph)
- 1949: Starring Boris Karloff (Fernsehserie, Folge 1x09)
- 1959/1962: Gnadenlose Stadt (Naked City, Fernsehserie, 2 Folgen)
- 1961: Route 66 (Fernsehserie, Folge 2x08)